# Cynorkis uniflora
Cynorkis uniflora är en orkidéart som beskrevs av John Lindley. Cynorkis uniflora ingår i släktet Cynorkis, och familjen orkidéer. Inga underarter finns listade i Catalogue of Life.